# Étienne Bacrot
Étienne Bacrot (Picardie, 22 de enero de 1983) es un Gran Maestro Internacional francés de Ajedrez.
En abril de 2007 en la lista de la FIDE, Bacrot tiene un Elo de 69, el número 17 en el mundo y antiguo número uno Francia.
En enero de 2005, Étienne fue el primer jugador francés en entrar en los primeros 10 del ranking de la FIDE. Su Elo más alto es de 2731 en abril de 2005.

## Campeonatos de Francia
Bacrot ha ganado el título del Campeonato de Francia de ajedrez en 5 ocasiones consecutivas desde 1999 hasta 2003, ambas incluidas.

## Comienzos
Étienne Bacrot comenzó a jugar a los 4 años, con menos de 10 años ganó el Campeonato de Europa Sub-10 y con 13, él ganó a Vasily Smyslov. Consiguió el título de Gran Maestro Internacional en marzo de 1997 a la edad de 14 años y 2 meses, siendo la persona más joven en aquella fecha en conseguir el título (más tarde en diciembre, fue superado en precocidad por Ruslán Ponomariov ).
Bacrot fue uno de los cuatro componentes del equipo de ayudantes de Kasparov, en el mundial de 1999.
Etienne es el número uno de Francia, que ocupa el 7.º puesto mundial, según el ELO de sus 10 mejores ajedrecistas en enero de 2008.).
- 8.º Puesto mundial: Francia
- Media ELO de los 10 mejores titulados: 2615
- GMs: 29
- IMs: 71
- Total titulados: 254

## Matches

### Cuartos de final, Torneo de Candidatos 2007
El partido fue jugado como mejor de 6 juegos, las victorias contando 1 punto, los empates ½ punto, y las derrotas 0, y acabaría cuando un jugador llegue a 3½ puntos.
El partido fue jugado en Elistá, Rusia entre mayo y junio de 2007.
| Jugador        | 1 | 2 | 3 | 4 | Total |
| -------------- | - | - | - | - | ----- |
| Gata Kamski    | ½ | 1 | 1 | 1 | 3½    |
| Étienne Bacrot | ½ | 0 | 0 | 0 | ½     |